# M. Jorge
M. Jorge é um autor português de banda desenhada sobre o qual pouca informação está disponível, sabendo-se apenas que registou uma intensa actividade tanto como artista como editor de fanzines em meados dos anos 90.

## Histórico
Foi responsável pela edição do Fanzine Banda Desejada, onde foram publicadas diversas BD’s de talentos emergentes de Portugal e Brasil. O seu trabalho foi publicado no seu próprio zine assim como no Shock, Boom!!!, Dossier Top Secret, BSB Fanzine, entre outras.
Ao longo da sua curta carreira definiu um estilo muito peculiar, com um traço e imaginário simultaneamente rude e ingénuo, que ora nos presenteava com curtas aventuras policiais algo distorcidas, ora oscilava para um humor brejeiro, tirando da pena as personagens mais surrealistas e inusitadas.
Do seu trabalho destacam-se a criação do Detective MAT, a criação em conjunto com o jovem editor da Boom!!! de O Guardião, um vigilante claramente  influenciado pelo mainstream americano mas graficamente filtrado pela óptica peculiar de M.Jorge, o humor que fez desaguar numa publicação posterior de sua autoria: O Piolho e uma porção de curtas narrativas surrealistas.
As histórias apresentadas por M. Jorge nunca demonstraram um recorte literário de relevo ou mesmo um tratamento gráfico academicamente louvável, mas o que é certo é que deixou uma marca permanente num dos capítulos tão obscuros quanto essenciais da Banda Desenhada Portuguesa e que o seu traço ficou marcado na memória visual de todos os que testemunharam essa época.
Posteriormente à publicação de sete edições da Banda Desejada, M. Jorge publicou ainda O Piolho e Papel.
A sua presença nas edições de Banda Desenhada Portuguesas teve o seu pico por volta de 1995, tendo gradualmente desvanecido até à desaparição. Desconhecem-se as causas do seu afastamento do mundo da BD, sabendo-se apenas que é vivo e continua a habitar na cidade do Porto.
Recentemente voltou às edições underground, com o BD FANZINE, editado em Junho de 2008.